# جوناس بينتو دي كارفاليو
جوناس بينتو دي كارفاليو هو لاعب كرة قدم برازيلي في مركز الهجوم، ولد في 22 يوليو 1943. لعب مع نادي سانتوس.

## وصلات خارجية
- جوناس بينتو دي كارفاليو على موقع أوليمبيديا (الإنجليزية)